# Starship Troopers 3
Pour les articles homonymes, voir Starship Troopers.
Série
Starship Troopers 2
(2004) Starship Troopers : Invasion
(2012)
Pour plus de détails, voir Fiche technique et Distribution.
Starship Troopers 3: Marauder ou Les Patrouilleurs de l'espace 3 au Québec est un vidéofilm de science-fiction militaire américano-germano-sud-africain réalisé par Edward Neumeier, sorti en 2008.
Il constitue la suite du film Starship Troopers (1997) de Paul Verhoeven, sans faire référence au deuxième volet (2004).

## Synopsis
Après la capture du cerveau parasite, la seconde guerre des Parasites a commencé. Mais alors que les Parasites créent constamment de nouveaux soldats toujours plus meurtriers, la Fédération doit faire face à un certain nombre de défis : d'une part, le renouveau de la foi religieuse ; et d'autre part, l'apparition d'un mouvement pacifiste, mené par un ancien combattant, Elmo Goniff. Cependant, elle peut compter sur son nouveau Sky Marshal (le chef de la Fédération et de ses armées), Omar Anoké, qui est devenu une superstar avec son dernier single Un bon jour pour mourir.
Sur la ligne de front, le colonel Johnny Rico est responsable de la défense de la lointaine planète agricole de Roku San, nouveau fer de lance de la guerre contre les parasites. Il parvient à repousser les assauts des Arachnides malgré l'opposition des fermiers locaux antimilitaristes. C'est alors que le Sky Marshal Omar Anoké rend une visite surprise à la base. Il est accompagné du général Dix Hauser, chef d'état-major du Sky Marshall et vieil ami de Johnny Rico, et du capitaine de la flotte Lola Beck, ancienne conquête de Johnny Rico et actuelle fiancée de Dix Hauser.
Rapidement, Dix Hauser est excédé par le comportement des fermiers antimilitaristes. Il se bat avec eux et met aux arrêts Johnny Rico qui tente de s'interposer. Peu de temps après, la clôture électrique qui protège leur base tombe en panne. Les Arachnides pénètrent alors dans la base et mettent en déroute les soldats de Rico. Le Sky Marshal regagne son vaisseau avec le capitaine Beck, mais ils se font abattre par un tir de plasma Arachnide. Ils s'échouent sur la planète voisine OM-1, en plein cœur de la zone de quarantaine arachnéenne. Les survivants s'aperçoivent vite que cette planète est également occupée par des Arachnides. Ils lancent des messages de détresse mais ne reçoivent aucune réponse.
Pendant ce temps, à la suite de la défaite de Roku San, Johnny Rico est condamné à être pendu pour haute trahison, tandis que l'amirale Enolo Phid, directrice des services secrets de la Flotte et N°2 de la Fédération, convainc le public par un habile stratagème qu'Omar Anoké est bien présent à son poste. Mais le général Hauser, qui a survécu à la défaite de Roku San, est informé par le lieutenant Lamb que le Sky Marshal a émis un appel de détresse dont les coordonnées sont censurées et qu'elle a reçu ordre de l'ignorer, ce qui signifie que Phid a l'intention de laisser Anoké périr pour prendre sa place.
Pour le sauver, Hauser décide de libérer Johnny Rico de la prison d'Alamo Bay, tout en laissant croire qu'il y est bel et bien exécuté. En le faisant sortir de prison, il lui révèle que le Cerveau qu'il avait capturé sur la planète P est dans un centre de recherche juste à côté et que le Sky Marshal venait régulièrement l'interroger, complètement fasciné par la créature ; en outre, il lui apprend que Lola est naufragée dans la zone de quarantaine.
Sur OM-1, les survivants du crash du vaisseau (Beck, le Sky Marshal, le Dr Wiggs, le chef mécanicien Bull Brittles, l'hôtesse de l'air Holly Little et le cuisinier Jingo) tentent de rejoindre une escouade d'infanterie qui s'est également échouée non loin d'ici. Cependant, ils remarquent rapidement le comportement anormal des Parasites : en effet, au lieu de charger pour les charcuter vivants, les insectes se contentent de les suivre à distance sans même tenter le moindre geste d'agression. C'est alors qu'Omar Anoké commence à exprimer des sentiments religieux.
Hauser emmène Rico à la base Sanctuaire, QG secret de la flotte fédérale, tellement secret que même le Sky Marshal ignore ses coordonnées ; en revanche, Beck les connaît, et c'est pour cette raison que Rico doit aller la chercher : si les Parasites parviennent à la capturer et a découvrir ces coordonnées, il pulvériseront la flotte et pourront anéantir toute l'humanité. Il lui annonce ensuite qu'il lui donne une escouade pour aller en pleine zone de quarantaine... avant de lui présenter son nouvel équipement spécialement conçu pour cette situation.
Sur OM-1, Beck discute avec le Dr Wiggs du soudain accès de foi du Sky Marshal. Le médecin révèle que cela a commencé il y a deux mois environ, et qu'il affirme depuis parler à Dieu, ce qui soulève de sérieux doutes sur sa santé mentale. Pendant ce temps, Anoké encourage le sentiment religieux mais le soir venu, Wiggs se fait tuer par des parasites.
Au sanctuaire, Rico rassemble ses hommes et les prépare pour la mission de sauvetage sur OM-1. Entretemps, Hauser découvre que Lamb va être exécutée sur ordre d'Enolo Phid. Il décide de confronter l'amirale, mais il est rapidement mis aux arrêts. Peu après, Enolo Phid fait croire qu'un attentat commis par les pacifistes a tué Omar Anoké et Hauser, et Elmo Goniff devient l'ennemi public N°1 de la Fédération.
Sur OM-1, le cuisinier Jingo commence à péter les plombs et les tensions éclatent au sein du groupe. Une attaque des Parasites le fait tomber facilement dans un piège. Anoké profite du décès du cuistot pour poursuivre son œuvre de conversion à son nouveau dieu.
Tandis que Rico et son unité se préparent au déploiement, l'amirale Phid amène le général Hauser au centre de recherche à Alamo Bay, où se trouve le Cerveau de la Planète P, et lui révèle que les interrogatoires répétés menés par Anoké ont eu un effet secondaire inquiétant : sur les enregistrements, Anoké promet de faire tomber Roku San pour son nouveau dieu, Bétémécoïtal, qui est originaire de la planète OM-1. Le Cerveau s'est en réalité laisser capturer pour appâter des hauts dirigeants de la Fédération afin de récolter des renseignements depuis le cœur du haut commandement fédéral. Mais quand celui-ci se rend compte que les humains ont tout compris, il lance une attaque sonique qui tue tous les humains, exceptés Enolo Phid et Hauser, qui parvient à abattre le Parasite.
Sur OM-1, le Sky Marshal amène le groupe de survivants au lieu où il doit rencontrer Bétémécoïtal, qui s'avère être un parasite géant. Il élimine le mécanicien Bull, dévore Anoké, mais alors qu'il s'apprêtait à faire de même avec Lola, celle-ci se laisse convaincre par Holly de prier Dieu, au moment même où le colonel Rico et son unité débarquent dans des armures blindées Maraudeur, blessent le dieu parasite et exfiltrent les deux survivantes tout en anéantissant du parasite à la pelle.
Ils rejoignent la flotte qui s'est rassemblée au dessus d'OM-1 et sont amenés devant le général Hauser, nouveau N°2 de la Fédération, et la Sky Marshal Enolo Phid, qui promeut Beck capitaine de son vaisseau amiral et ordonne le déploiement de la Bombe Q, une arme assez puissante pour faire exploser une planète. Rico apprend qu'il va être promu général, et laisse Hauser faire sa demande en mariage à Beck, qui accepte et lui annonce qu'elle est devenue croyante. Ils s'embrassent alors qu'OM-1 et Bétémécoïtal sont pulvérisés.
Finalement, tout va pour le mieux pour la Fédération : le décès d'Anoké élimine une menace majeure pour elle ; l’officialisation de la religion lui donne un nouveau terrain de propagande pour convaincre ses habitants de soutenir l'effort de guerre ; Elmo Goniff et les membres de son mouvement pacifiste sont tous pendus sous les applaudissements ; et la mort du dieu des Parasites lui donne l'opportunité de remporter la victoire finale.

## Fiche technique
Sauf indication contraire, les informations mentionnées dans cette section peuvent être confirmées par les bases de données cinématographiques IMDb et Allociné,  présentes dans la section « Liens externes ».
- Titre original et français : Starship Troopers 3: Marauder
- Titre québécois : Les Patrouilleurs de l'espace 3[1]
- Réalisation : Edward Neumeier
- Scénario : Edward Neumeier, d'après les personnages créés par Robert A. Heinlein
- Musique : Klaus Badelt
- Direction artistique :  Belinda Johnson
- Décors : Sylvain Gingras
- Costumes : Dianna Cilliers
- Photographie : John Murlowski et Lorenzo Senatore
- Son : Ian Arrow, Nick Cook, Mark A. Rozett, David Streefkerk, Stephen Webster
- Montage : Michael John Bateman
- Production : David Lancaster et Todd B. Nurick
  - Production exécutive : Steve Beswick et Greig Buckle (Afrique du Sud)
  - Production déléguée : Claudio Fäh, Steven Kemper et Edward Neumeier
  - Production associée : Charles Coffey
  - Coproduction : Thomas Becker, Vlokkie Gordon, Jörg Westerkamp et David Wicht
- Sociétés de production :
  - États-Unis : Bold Films, présenté par Sony Pictures Home Entertainment
  - Allemagne : ApolloMovie Beteiligungs
  - Afrique du Sud : Film Afrika Worldwide
- Sociétés de distribution : Sony Pictures Releasing (États-Unis en salles) ; Sony Pictures Home Entertainment (États-Unis en DVD et Blu-ray)
- Budget : 9 millions de $ (estimation)[2]
- Pays de production :  États-Unis,  Allemagne,  Afrique du Sud
- Langue originale : anglais
- Format : couleur — 35 mm — 1,85:1 (Panavision) — son Dolby Digital
- Genre : action, aventure, science-fiction, horreur, thriller, guerre, dystopie
- Durée : 105 minutes
- Dates de sortie[3] :
  - États-Unis : 5 août 2008 (sortie en salles)
  - France : 8 octobre 2008 (sortie directement en DVD)
  - Allemagne : 16 octobre 2008 (sortie directement en DVD)
- Classification :
  - États-Unis : les enfants de moins de 17 ans doivent être accompagnés d'un adulte (R – Restricted)[N 1]
  - France : interdit aux moins de 12 ans
  - Allemagne : interdit aux moins de 18 ans (FSK 18)

## Distribution
- Casper Van Dien (VF : Damien Boisseau)[4] : colonel Johnny Rico
- Jolene Blalock : capitaine Lola Beck
- Stephen Hogan (VF : Michel Dodane) : Sky Marshal Omar Anoké
- Boris Kodjoe : général Dix Hauser
- Amanda Donohoe : amirale Enolo Phid
- Marnette Patterson : hôtesse de l'air Holly Little
- Danny Keogh : Dr Wiggs
- Stelio Savante : chef mécanicien Bull Brittles
- Cécile Breccia : lieutenant Link Manion
- Garth Breytenbach : Slug Skinner
- Graeme Richards : lieutenant A. Danner
- Tanya van Graan : sergent A. Sunday
- Antonio Summerton : sergent M. Hightower
- Nicole Salandra : sergent J. Kirby
- Cokey Falkow (VF : Laurent Morteau) : cuisinier Jingo Ryan
- Stephen Jennings : commandant Danko
- Anthony Bishop : sergent Rye
- Rob Vega : L'exécuteur en chef
- Murray Todd : fermier #1
- Richard Thomson : fermier #2
- Grant Swanby : employé de bar
- Damon Berry : lieutenant Jackson
- Joe Vaz (VF : Gérard Sergue)[4] : Elmo Gonif, porte-parole de la coalition pacifiste
- Jenny Stead : lieutenant Darla Lamb
- Fred Abrahamse : juge Keva
- Jenna Saras : la jolie pilote

Sources : IMDb

## Production

### Attribution des rôles
Casper Van Dien est le seul acteur du premier opus à faire partie de la distribution de ce nouveau volet. Le premier rôle féminin est donné Jolene Blalock. Lors de la présentation du film à la presse, Blalock déclare qu'elle reçoit beaucoup d'offres pour jouer dans des films de science-fiction car elle est surtout connue pour avoir interprété T'Pol dans la série Star Trek : Enterprise de 2001 à 2005.
Autour d'eux, on trouve Boris Kodjoe, Amanda Donohoe et Marnette Patterson. La française Cécile Breccia est aussi de l'aventure. Lors de l'avant-première de La colline a des yeux 2 en 2007, elle est accostée par un homme qui lui déclare : « Bonsoir, je m’appelle David Lancaster et j’adore ce que vous avez fait dans le film. Il faut que je vous présente à un réalisateur ». David Lancaster n'est autre que le producteur du futur Starship Troopers 3. Après avoir rencontré le réalisateur Edward Neumeier et être passée devant un jury, Cécile Breccia décroche le rôle.
Les autres acteurs sont des Sud-africains (notamment Tanya Van Graan, la « femme la plus sexy d'Afrique du Sud » pour l'année 2007 selon le magazine FHM).

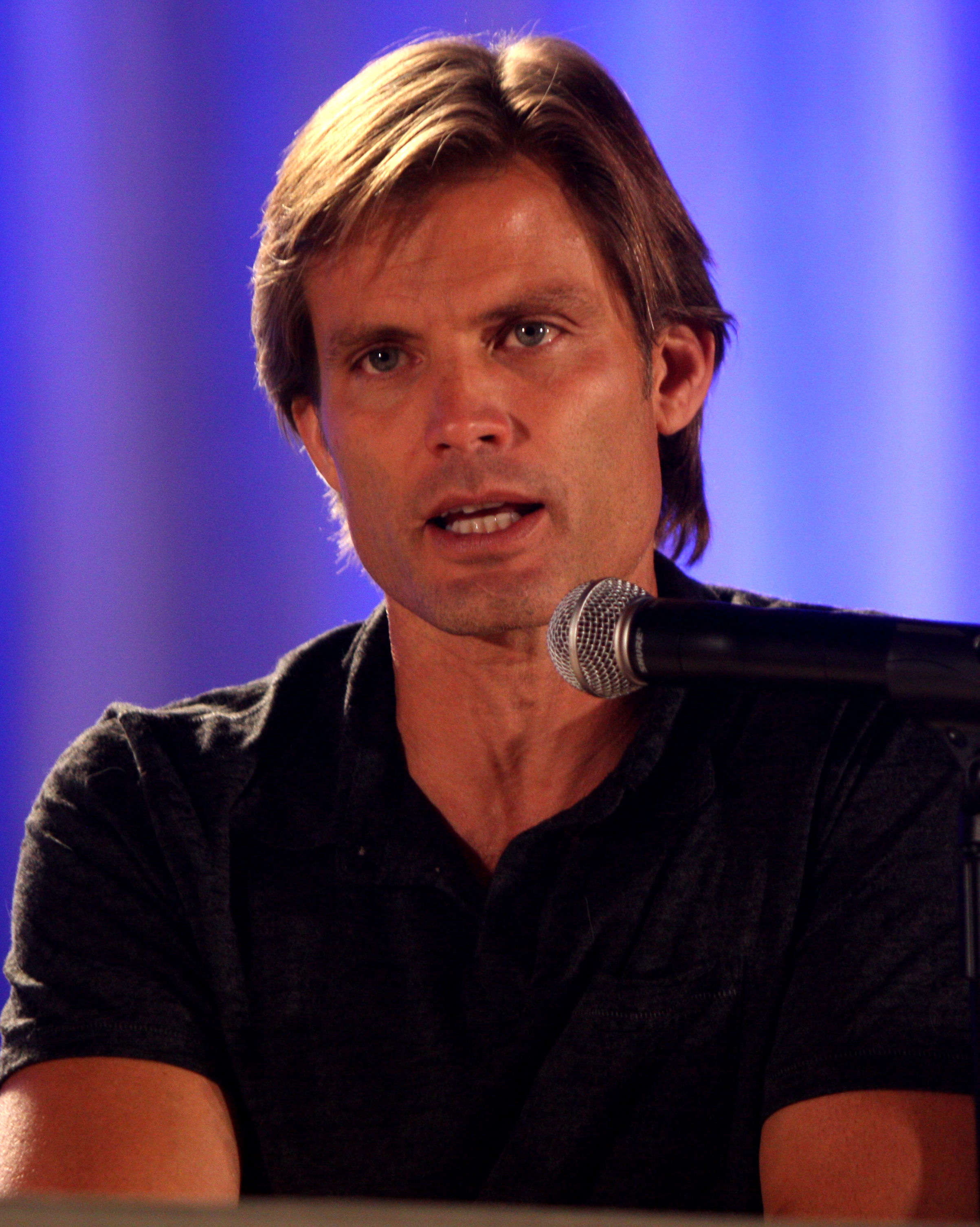
Caspen Van Dien
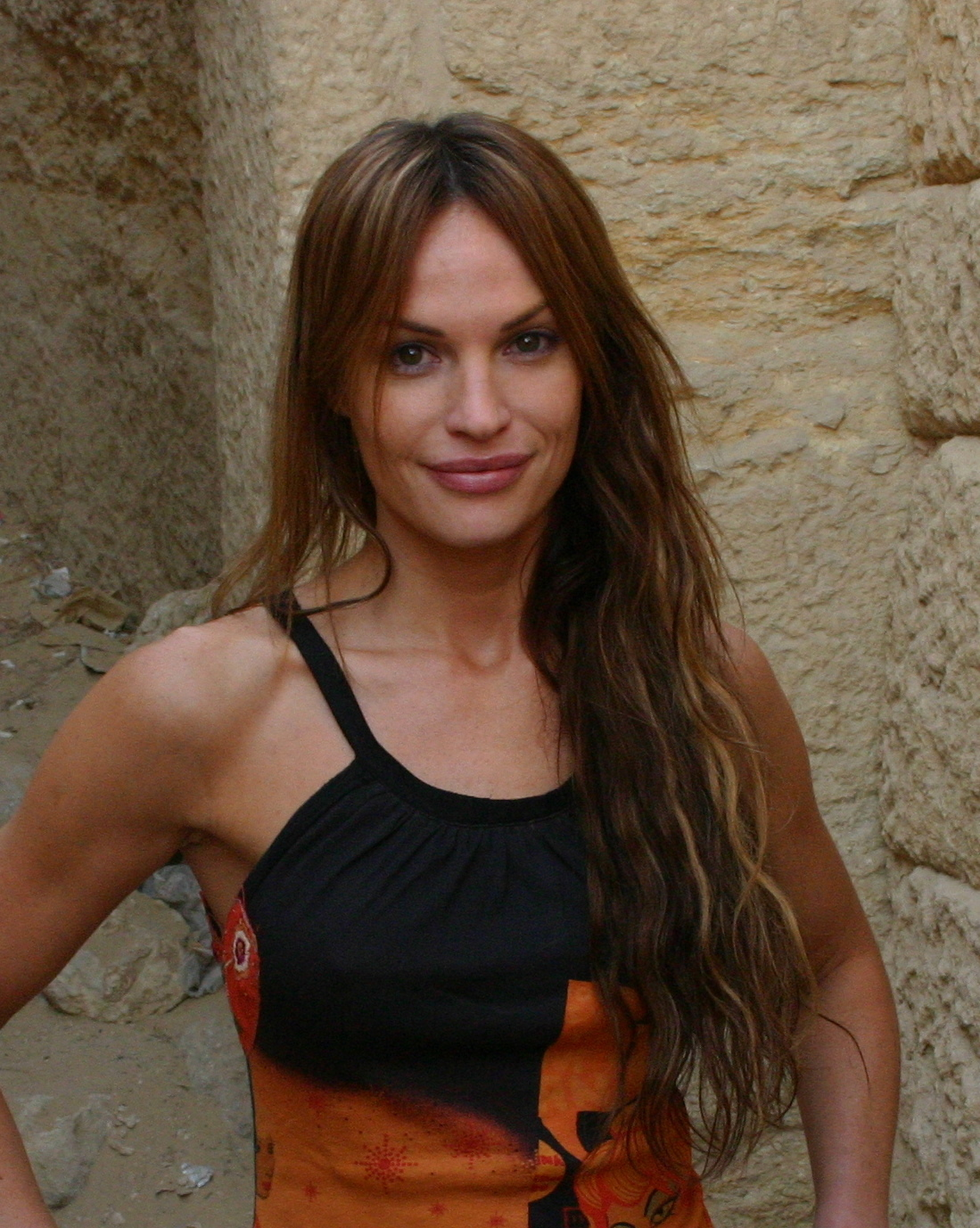
Jolene Blalock
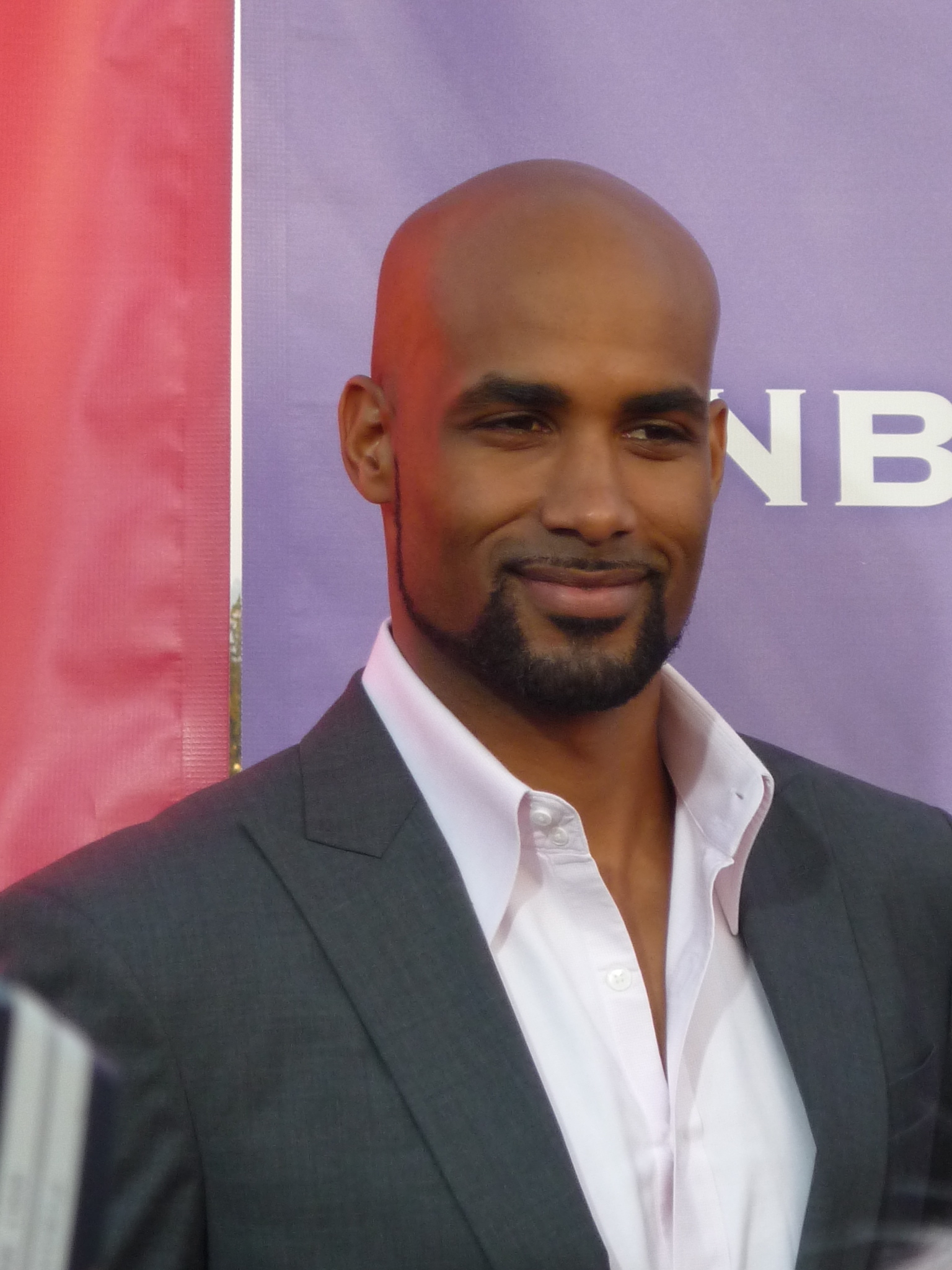
Boris Kodjoe
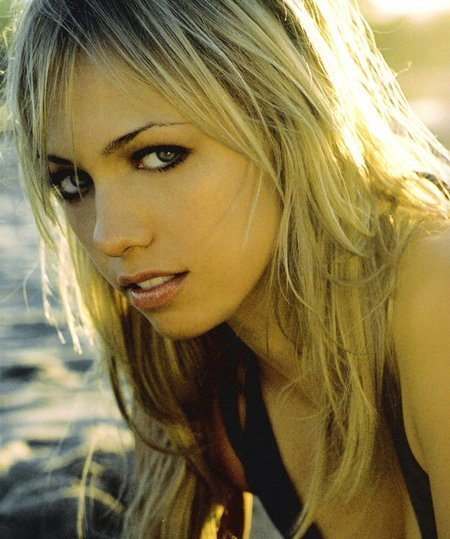
Marnette Patterson

### Tournage
Le tournage a lieu en Afrique du Sud de mai à juillet 2007.

## Accueil

### Accueil critique
Sur l'agrégateur américain Rotten Tomatoes, le film récolte 43 % d'opinions favorables pour 6 critiques.
En 2008, le critique de SciFi-Universe trouve qu'Edward Neumeier va « encore plus loin dans le second degré et le cynisme » et que « le récit ne se montre pas avare en effets gores assez potaches ». Il pense par contre « l'interprétation d'une nullité sidérale » et plus particulièrement « Jolene Blalock, la reine du botox foireux, qui, dans son hilarante et pitoyable imitation de Denise Richards se couvre de ridicule ». Il trouve que les effets spéciaux sont plutôt réussis.
Vincent Duménil, pour le site Horreur.com note que Starship Troopers 3 est « mordant et outrancier à mort » mais que les effets spéciaux ne sont pas à la hauteur du premier film. Il signale que le film « tient malgré tout la route et atteint les objectifs qu'il s'est fixés sans léser les spectateurs, à savoir : divertir par un esprit corrosif digne des premières heures de la franchise sans effets spéciaux démesurés ».
Geoffrey Claustriaux, le chroniqueur du site Horreur.net reproche à Edward Neumeier « d'avoir écrit un scénario beaucoup trop ambitieux pour le budget dont il disposait. Du coup, le contraste est parfois saisissant entre les intentions évidentes du réalisateur et le résultat à l'écran qui navigue entre les bonnes idées et le ridicule ». Il constate que les armures Maraudeurs du titre « sont ici totalement secondaires et en 3D bien moche. Elles n'apparaissent qu'à la toute fin, pour un Deus ex machina débile sur fond de mysticisme religieux. Définitivement une des séquences les plus ridicules du film ». Il constate également que le « transfert des hommes dans les machines n'est pas sans rappeler les fameuses transformations des Power Rangers (en plus dénudé)  ». Il conclut en indiquant que ce film est inutile et qu'il « ne parvient pas toujours à éviter le ridicule, mais qui sauve la mise grâce à un scénario mordant et à quelques scènes réussies ».
Dany Champagne, pour le site Horreur-web.com confirme que le réalisateur « bousille une suite surprenante avec une finale ridicule » et qu'il « balance des effets spéciaux inutiles tout en sombrant dans la science-fiction bon marché ».
Samuel Tubez, pour le site CinemaFantastique.net confirme que  « le cynisme est plus que jamais de la partie dans Marauder et cela fait rudement plaisir à voir ». Il note que « le script reprend même des éléments du film de Verhoeven comme par exemple le triangle amoureux ou les intrigues parallèles, mais il manque à Edward Neumeier un réel talent de metteur en scène pour élever le tout à un niveau respectable ».

## Nomination
- Academy of Science Fiction, Fantasy and Horror Films - Saturn Awards : meilleure édition DVD

## Analyse
(octobre 2023).
- Si vous ne connaissez pas le sujet, laissez ce bandeau (vous pouvez alors contacter les auteurs).
- Si vous supprimez le contenu mis en cause (vous pouvez préalablement contacter les auteurs),

argumentez précisément cette suppression dans la page de discussion
(un manque de référence n'est pas un argument ; une recherche réelle de référence doit avoir été effectuée, être formellement documentée).